# Martin Mystère (fumetto)
Martin Mystère è una serie a fumetti edita in Italia dalla Sergio Bonelli Editore e incentrata sull'omonimo personaggio creato da Alfredo Castelli. Tratta principalmente argomenti misteriosi, con numerosi elementi di fantascienza, scienza, pseudoscienza, storia e archeologia.

## Genesi del personaggio
Martin Mystère è ispirato al protagonista di una serie di racconti gialli brevi scritti da Tiziano Sclavi: si chiama Jacques Mystère, fa l'investigatore privato, vive a Parigi dove collabora con l'ispettore della Squadra Omicidi Victor Cousin; i comprimari sono persone dai nomi famosi (Roger Bacon, Auguste Comte, Adolphe Thiers, Jules-Henri Poincaré, Fourier, Alexis Clérel de Tocqueville, Pierre-Simon Laplace, Lavoisier, Descartes, Foucault, Dupont, Ernest Renan ecc.) i quali tuttavia non hanno nessuna relazione con i personaggi dei quali portano il nome; l'antagonista è un ladro di nome Charlot, ispirato al famoso personaggio di Charlie Chaplin, che indossa la bombetta, ha una pistola gialla, blu e rossa con il calcio a pois e porta sempre con sé un bastoncino di bambù.
Origine del nome del personaggio
Il nome Martin è un omaggio a Martin Hesselius, personaggio antesignano di numerosi indagatori letterari di tematiche misteriose che compare in alcuni racconti di Joseph Sheridan Le Fanu. Nel 1981 il nome proposto fu cambiato in Doc Robinson e presentato ufficialmente alla mostra Inova Fumetto ma poi si decise di ripristinare Martin Mystère prima della pubblicazione vera e propria.

## Storia editoriale
La serie a fumetti
Il personaggio fu proposto nel 1980 da Castelli alla Daim Press, l'attuale Sergio Bonelli Editore. Il primo albo della serie venne pubblicato nell'aprile del 1982. Nello stesso anno il fumetto cominciò ad essere pubblicato anche all'estero (vedere più sotto).
Il formato degli albi è il classico "bonellide" di 16 × 21 cm brossurato, con periodicità mensile e, di norma, 96 pagine in bianco e nero più le copertine esternamente a colori. Dal numero 279 (maggio 2005) al 374 (aprile 2021) è stato invece un bimestrale con 160 pagine. La serie regolare pubblica racconti inediti completi o suddivisi in più volumi.
Tra il 1991 e il 1999, in aggiunta alla serie regolare mensile, vennero editi un totale di 7 numeri speciali di 196 pagine chiamati Martin Mystère Bis: 107, 115, 119, 127, 131, 139 e 206.
Elenco dei disegnatori
Fra i disegnatori impegnati nella serie abbiamo Giancarlo Alessandrini, autore anche delle copertine ed esponente italiano di quel filone che si ispira alla scuola franco-belga della linea chiara (es. Hergé, Moebius). Altri disegnatori che hanno contribuito alla serie sono:  Angelo Maria Ricci, Franco Bignotti,  Claudio Villa, Enrico Bagnoli, gli Esposito bros (Nando e Denisio Esposito), Giampiero Casertano, Rodolfo Torti, Giuseppe Palumbo, Franco Devescovi, Lucio Filippucci, Giovanni Romanini, Gino Vercelli e Daniele Caluri. 
Sceneggiatori
Tra gli autori dei testi ci sono stati tra gli altri Carlo Recagno, Vincenzo Beretta, Tiziano Sclavi, Paolo Morales, Ade Capone, Gino Udina e Pier Carpi.

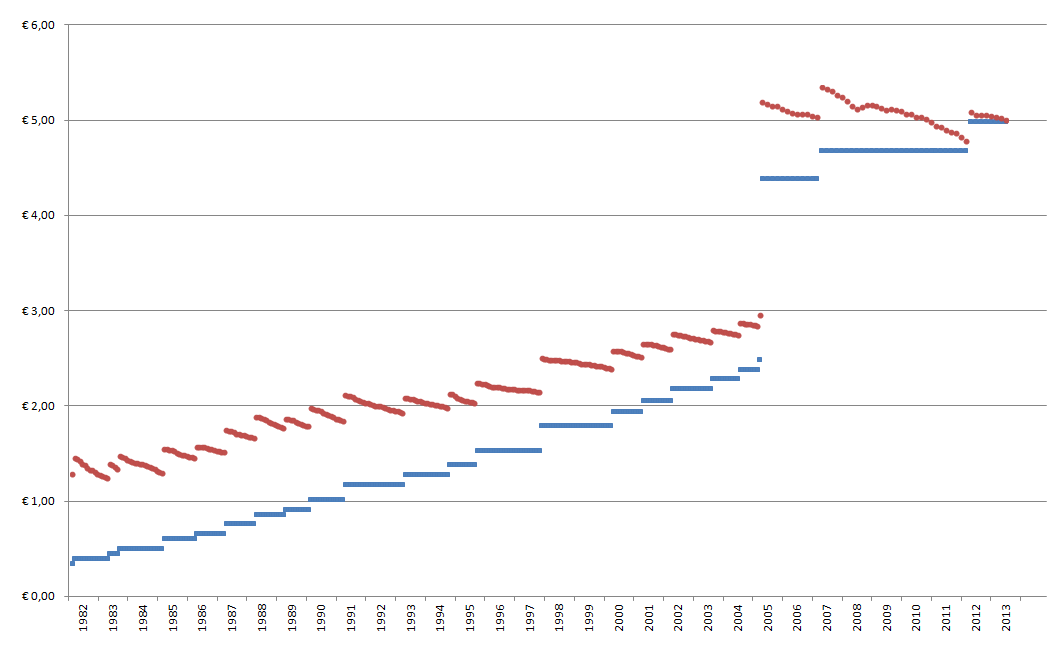
Prezzi di copertina (in euro)
Prezzi aggiustati per l'inflazione all'agosto 2013

     Prezzi di copertina (in euro)
     Prezzi aggiustati per l'inflazione all'agosto 2013
| Prezzo di copertina | Dal numero | Mese di pubblicazione |
| ------------------- | ---------- | --------------------- |
| L. 700              | 1          | aprile 1982           |
| L. 800              | 4          | maggio 1982           |
| L. 900              | 16         | luglio 1983           |
| L. 1000             | 20         | novembre 1983         |
| L. 1200             | 38         | maggio 1985           |
| L. 1300             | 51         | giugno 1986           |
| L. 1500             | 63         | giugno 1987           |
| L. 1700             | 75         | giugno 1988           |
| L. 1800             | 87         | giugno 1989           |
| L. 2000             | 97         | aprile 1990           |
| L. 2300             | 111        | giugno 1991           |
| L. 2500             | 135        | giugno 1993           |
| L. 2700             | 153        | dicembre 1994         |
| L. 3000             | 164        | novembre 1995         |
| L. 3500             | 190        | gennaio 1998          |
| L. 3500 / € 1,81    | 214        | gennaio 2000          |
| L. 3800 / € 1,96    | 219        | giugno 2000           |
| L. 4000 / € 2,07    | 231        | giugno 2001           |
| € 2,07              | 240        | febbraio 2002         |
| € 2,20              | 243        | giugno 2002           |
| € 2,30              | 259        | ottobre 2003          |
| € 2,40              | 270        | settembre 2004        |
| € 2,50              | 278        | maggio 2005           |
| € 4,40              | 279        | giugno 2005           |
| € 4,70              | 291        | giugno 2007           |
| € 5,00              | 321        | giugno 2012           |
| € 5,30              | 333        | giugno 2014           |
| € 5,70              | 351        | giugno 2017           |
| € 6,30              | 363        | giugno 2019           |
| € 4,40              | 375        | maggio 2021           |

### Fuori serie

#### Pubblicazioni periodiche in corso
- Speciale Martin Mystère: Nel 1984 Castelli per incentivare le vendite della serie regolare propone di allegare un albo alla serie mensile e per sondare la risposta del pubblico inventa la formula del numero speciale fuori serie con allegato un volumetto con articoli di approfondimento sulle tematiche trattate nella storia a fumetti. Le vendite sono incoraggianti ma dato che il mensile è comunque in crescita si decide di far diventare l'esperimento un appuntamento annuale[11]. Viene pubblicata inizialmente come supplemento alla serie regolare con racconti inediti completi. Dal 1984 al 2004 vi era allegato il Dizionario dei Misteri, un volumetto di piccole dimensioni di 64 pagine, mentre dal 2005 viene sostituito da un albo di 52 pagine della serie Martin Mystère Presenta[12]. Dal 2014 l'allegato diventa un flip book[13].
- Storie da Altrove: Racconti inediti completi con periodicità annuale ambientati nel passato della base segreta di Altrove. Con il pretesto della segretezza e della peculiare vocazione della base allo studio di tutta la scienza "non convenzionale" (magia, UFO, ecc.), gli autori si divertono a svelare i presunti retroscena di noti avvenimenti storici. Il divertissement letterario dei racconti si esprime anche con la presenza, spesso con ruolo da protagonista, di personaggi storici realmente esistiti o di note creazioni letterarie (i cui diritti d'autore siano scaduti), che si scoprono così essere realmente esistiti nell'universo narrativo del fumetto. Tra i primi si contano Benjamin Franklin, Thomas Jefferson, Giuseppe Garibaldi e Gabriele D'Annunzio; tra i secondi Sherlock Holmes e il Conte Dracula.
- Maxi Martin Mystère: Raccoglie più storie complete di lunghezza variabile, che possono essere inedite oppure ristampe[14].
- Romanzi: libri non a fumetti editi annualmente.

#### Pubblicazioni con periodicità irregolare
- One shot: Racconti auto-conclusivi comprendenti team-up con personaggi della Sergio Bonelli Editore e altre storie uscite in occasione di ricorrenze particolari.
- Libri: Volumi cartonati contenenti romanzi in prosa inediti oppure ristampe (intere o parziali) di alcuni racconti usciti in tempistiche varie aventi il medesimo tema, più un dossier inedito sullo stesso tema.
- Nuove avventure a colori: Miniserie di albi mensili di 64 pagine a colori con storie con un Martin Mystère più giovane. La seconda serie ha proposto dei remake di avventure classiche dei primi anni. Formalmente proseguono la numerazione degli albi giganti a partire dal n. 14[15].

#### Pubblicazioni terminate
- Raccolta Martin Mystère: Ripubblicazione di due numeri alla volta della serie regolare ottenuti tramite le rese dalle edicole. È iniziata a gennaio 1987[16] e terminata ad ottobre 2014 con il n. 161[17].
- Almanacco Del Mistero: pubblicazione annuale con articoli a tema e un racconto a fumetti. Inizialmente venivano editi come supplementi alla serie mensile o alle ristampe Tutto Martin Mystère, mentre dal 1993 risultano compresi all'interno della collana Almanacchi[18].
- Tutto Martin Mystère: pubblicazione mensile che ristampava in edizione riveduta e corretta gli albi della serie regolare, conclusa dopo 127 numeri[19].
- Zona X: Pubblicato dall'aprile 1992 al marzo 1999, conteneva due storie complete per un totale di 192 pagine, modellate sul genere della nota serie televisiva Ai confini della realtà, saltuariamente presentate e/o interpretate dallo stesso Martin Mystère, anche se ambientate in universi narrativi paralleli. Inizialmente quadrimestrale, con il n. 10 diventò bimestrale e iniziò ad alternare alcune miniserie alle storie complete (i cosiddetti "classici"). Con il n. 21, infine, diventò mensile con storie con protagonisti ricorrenti, come le miniserie fantasy La stirpe di Elän e Magic Patrol, quest'ultimo spin-off della serie principale con protagonisti gli agenti di una squadra speciale di Altrove. Nell'albo numero 30 è presente una storia in solitario di Diana Lombard Figli di un mondo perduto. La pubblicazione si è conclusa con il numero 45.
- Martin Mystère Gigante: volumi annuali di grande formato di oltre 200 pagine con racconti inediti completi, pubblicati per un totale di 13 numeri, dal 1995 al 2009[20].
- Martin Mystère Extra: pubblicazione che riproponeva racconti completi usciti in varie iniziative editoriali non regolari, tra cui le storie degli Almanacchi e quelle della collana Special[21].

## Crossover e team-up
Qui di seguito alcuni incontri di Martin Mystère con altri personaggi protagonisti di fumetti italiani.

### Con personaggi Sergio Bonelli Editore
- Vari incontri con Dylan Dog: negli albi fuori serie[22] Ultima fermata: l'incubo! (1990)[23], La fine del mondo (1992)[24] e L'abisso del Male (2018)[25], nella storia Incubo impossibile (2014) contenuta nel Dylan Dog Color Fest n. 12[26] e nel racconto breve Misteri di celluloide realizzato per il Museo del fumetto di Santa Croce Camerina. MM è inoltre comparso brevemente in Dylan Dog n. 18 e n. 133, mentre DD è stato ospite in MM n. 227.
- Varie volte con Nathan Never: negli albi fuori serie[22] Prigioniero del futuro (1996)[27], Il segreto di Altrove (2001)[28] e L'energia del cosmo (2024)[29]. MM è inoltre comparso in Nathan Never nn. 64/65, 231, 402/404 e nello Speciale n. 18, mentre NN è coprotagonista in MM n. 417.
- Vari incontri con Mister No, dove quest'ultimo ovviamente compare più anziano rispetto alle sue avventure regolari: nello Speciale Mister No n. 8 e in alcune storie della serie regolare (nn. 2, 41, 62, 220, 260) di MM[22].
- Una volta con Nathan Never e Mister No insieme nell'albo fuori serie Uniti per il pianeta del 2022[30].
- La base di Altrove, creata nella serie a fumetti di Martin Mystère, compare nella sua versione del futuro in Nathan Never e in quella del passato in alcuni racconti di Zagor: albi nn. 427/430, 437/439, 547/550, 603/607, 652/656 della Collana Zenit[22] ed il Maxi n. 35.
- Nel fascicolo Il distruttore di fumetti del 2017 MM incontra i Bonelli Kids.

### Con personaggi di altre case editrici
- Gli Aristocratici sono ospiti nei numeri 85, 216, 227 e 293 della serie regolare di Martin Mystère. Agiscono inoltre insieme a MM nel fascicolo Il prigioniero del Titano, stampato in occasione di Riminicomix 2012.
- Il fumetto di Allan Quatermain, in origine pubblicato sulla rivista SuperGulp!, compare in MM n. 112.
- Van Helsing, un personaggio apparso nella rivista Horror, è ospite in MM n. 168 e in Storie da Altrove n. 9.
- MM è ospite di Pedrito el Drito nel fumetto Mysteri a Tapioka-City allegato a Cronaca di Topolinia Speciale n. 3 (1997).
- MM compare brevemente in Lazarus Ledd Extra n. 12 (del 2000) e nel n. 118 (2003) della serie regolare; viene inoltre citato nei numeri 50 (1997) e 121 (2003).
- Nel volume Ombre a Ferrara del 2002 Dago, Diabolik e MM lavorano sullo stesso mistero senza incontrarsi mai.
- Nel volume Mysteri diabolikamente lucchesi del 2012 MM agisce a Lucca contemporaneamente a Diabolik senza incontrarlo.
- Nel fascicolo Gli eroi dei due (o tre) mondi del 2016 MM ascolta una storia di cui è protagonista Zio Boris.

## Edizioni estere
Le storie di Martin Mystère sono state esportate fin dal primo anno di uscita (1982) in molti stati esteri, spesso con copertine ridisegnate da autori locali e non rispettando l'ordine di uscita delle collane italiane. Questo è un elenco non esaustivo delle pubblicazioni:
- Spagna (1982): Martin Mystère, Editorial Zinco, mensile "Formato Bonelli"; dal n. 12 in edizione "spillata" (80 pagg., cm. 27,5×25), 20 numeri, dal 1982. Martin Mystère - Investigador de lo imposible, Aleta Ediciones, da gennaio 2000.
- Jugoslavia (1983): Marti Mystèrija, ed. SAP (Novi Sad), Formato "Bonellide"; circa 100 numeri e vari "special"
- Francia (1983): Ombrax - Martin Mystère, Editions Lug, mensile. Formato cm. 13×18, 128 pagg. (96 dedicate a MM), alcune copertine originali di Ciro Tota. 32 numeri.[32]
- Turchia (1984): Atlantis, ed. Alo Bilgi, mensile. Formato cm. 13×18, 192 pagg. con 2 episodi, copertine originali di "Sieyat".
- Germania (1986): Allan Dark, ed. Bastei Verlag, mensile. A colori, formato cm. 13×18, 96 pagine, copertine originali. 4 numeri.
- Brasile (1987): Martin Mystère, ed. Globo, mensile. Formato cm. 13x×18, 96 pagine, 12 numeri. In seguito pubblicato dalla casa editoriale Rio Gráfica / Editora Globo, Editora Record e Editora Mythos.
- Croazia (1994): Martin Mystère, Slobodna Dalmacija- SAF, mensile. Formato Bonelli.
- Serbia (1996): Marti Misterija (nuova serie), ed. Horus, Novi Sad. Formato Bonelli
- Stati Uniti d'America (1999) Martin Mystery, marzo - Dark Horse Publications. Formato Bonelli. Miniserie di 6 numeri.
- Russia: Марти Мистерия, ed. Green Cat
- Paesi Bassi: ediz. Prestige Uitgeverij (Amsterdam)
- Macedonia del Nord: Мартин Мистерија, Varm Comics[33]
- Slovenia: Grafart
- Grecia: Neos Blek 19-, Mikros Iros Publications

## Altre iniziative editoriali

### Racconti brevi
Martin Mystère è stato protagonista di diversi altri racconti a fumetti, brevi e inediti, pubblicati su libri, giornali e riviste di altri editori, nonché su cataloghi e fascicoli legati a mostre ed eventi di vario tipo. Alcuni racconti sono costituiti da un'unica pagina e vengono perciò chiamati "one pagers". Molte storie sono state poi ristampate nella collana Martin Mystère Extra oppure negli albetti allegati agli Special annuali.
Menzione particolare per Get a Life!, una serie di storie brevi realizzate da autori e disegnatori esordienti supportati dal fan club AMys (Associazione culturale nipoti di Martin Mystère) e pubblicate online a partire da gennaio 2012, con periodicità irregolare. Alcune di esse sono poi state stampate in albi cartacei in occasione di eventi organizzati dalla stessa associazione e su Il corriere del mystero, albo annuale che ha debuttato nel 2018, che nelle intenzioni del club dovrebbe sostituire l'Almanacco del mistero.

### Parodie
Si tratta di storie di personaggi di altri fumetti oppure albi speciali editi in occasioni varie in cui compare una caricatura di Martin Mystère.
- L'appuntamento, sullo Speciale 4ª Fiera del Fumetto del Corriere del Ticino del 14 ottobre 1982
- Gigitex e Martin Enigma, sulla rivista Il Piccolo Missionario n. 6 del giugno 1983
- Enciclopedia Gions e lo zufolo di Keraness (Mortyn Clystere), sulla rivista Fox Trot n. 5 del dicembre 1987
- I grandi enigmi di Hanrì Mystère, su Lupo Alberto n. 54 del dicembre 1989
- Che genio! (Michelin Mystere), su Cattivik n. 12 del settembre 1990
- Martèn Mistèr, sul libro Martin Mystère dell'ottobre 1990 di Glamour International
- Indiana Pipps e la fonte della bellezza (Mister Martin), su Topolino (libretto) n. 1963 del luglio 1993
- Piazza Navona, volume n. 1 della collana Senzazucchero dell'editore Serarcangeli, 1993
- Martin Mystère Bufo, strisce comiche a puntate a partire da Cattivik n. 65 del febbraio 1995
- Daffy Mystère, su Bunny Band n. 4 dell'aprile 1996
- Italiana Jones e l'ultima parola crociata, numero unico di Martyn Clystère edito da Zero Press nell'ottobre 1996
- I mysteri di D.I.M.E. (Martin Enigma), su Dime Press n. 16 del marzo 1997, poi ampliato e ripubblicato su Sbam! Comics n. 23 dell'ottobre 2015 col titolo I mystery di Martin Riddle
- Paperino e la cabina teletemporale (Mister Martyno), su Paper fantasy n. 18 dell'aprile/maggio 1997
- Lo yeti (Michelin Mystere), in Cattivik the Best n. 15 del settembre 1997
- Un bel Mystère...per davvèr, all'interno dell'albo Bird, stampato in occasione della XXI Comiconvention di Milano nel maggio 2011
- Martin e la pietra dodecaedrica, primo volume dedicato a "Myster Martin" della collana Le grandi parodie di Cronaca di Topolinia dell'ottobre 2012
- Topin Mystère e Orobomis, la città che cammina, su Topolino n. 3250 del marzo 2018

### Saggi
- Lo strano caso del professor Martin Mystère e del dottor Allan Quatermain, a cura di Alfredo Castelli, supplemento speciale de Il fumetto, ANAF (Associazione nazionale amici del fumetto) 1990
- Raccontare Martin Mystère, di Michele Masiero, Michele Medda, Antonio Serra e Bepi Vigna, Alessandro Distribuzioni 1990
- Martin Mystère (1990), di Gianni Brunoro, Moreno Burattini e Antonio Vianovi; Martin Mystère 2 (1991), di Burattini e Vianovi; Martin Mystère - Nel tempio dei misteri (1992), di Luca Brunori, Enzo Linari, Antonio Vianovi; serie di 3 volumi editi da Glamour International Production
- L'enciclopedia dei misteri, di Alfredo Castelli con la collaborazione di Mauro Boselli, volume di 400 pagine che raccoglie tutte le notizie comparse fino ad allora sulla serie a fumetti, Oscar Mondadori n. 1294, 1993
- Martin Mystère - Segreti e mysteri in 30 anni di avventure, di Cesare De Sarro, elenca tutto il materiale uscito sul personaggio tra il 1982 ed il 2012, Editoriale Mercury 2014

## Mostre
- "Mysteri Italiani", dal 17 al 31 luglio 1993 presso via dell'Anguillara a Firenze, residenza italiana di MM nei fumetti in quel periodo. Successivamente la mostra è stata esposta anche in altre città d'Italia.
- "Martin Mystère e il carnevale a fumetti", dal 4 al 16 marzo 1995 presso il Comune di Foiano.
- "Martin Mystère e la fotografia a fumetti", dal 6 all'8 ottobre 1995 presso la Galleria "Il Diaframma" di Milano.
- "Martin Mystère True Fakes: Veri Falsi", dal 9 al 19 dicembre 2002 presso il Parterre (Firenze).
- "30 anni di Mysteri", dal 27 al 31 ottobre 2012 presso il Museo del fumetto e dell'immagine di Lucca[34].
- "Professor Martin Mystère: impegno sociale, etica e filosofia di un archeologo moderno", dal 16 luglio al 5 agosto 2014 presso la Biblioteca Berio di Genova.
- "Quetzalcoatl", dal 16 gennaio al 21 febbraio 2016 presso il museo del Castello d'Albertis a Genova dedicata al personaggio con l'esposizione delle tavole originali dell'albo Quetzalcoatl (n. 343 della serie principale)[35][36];